# Biens anti-rivaux

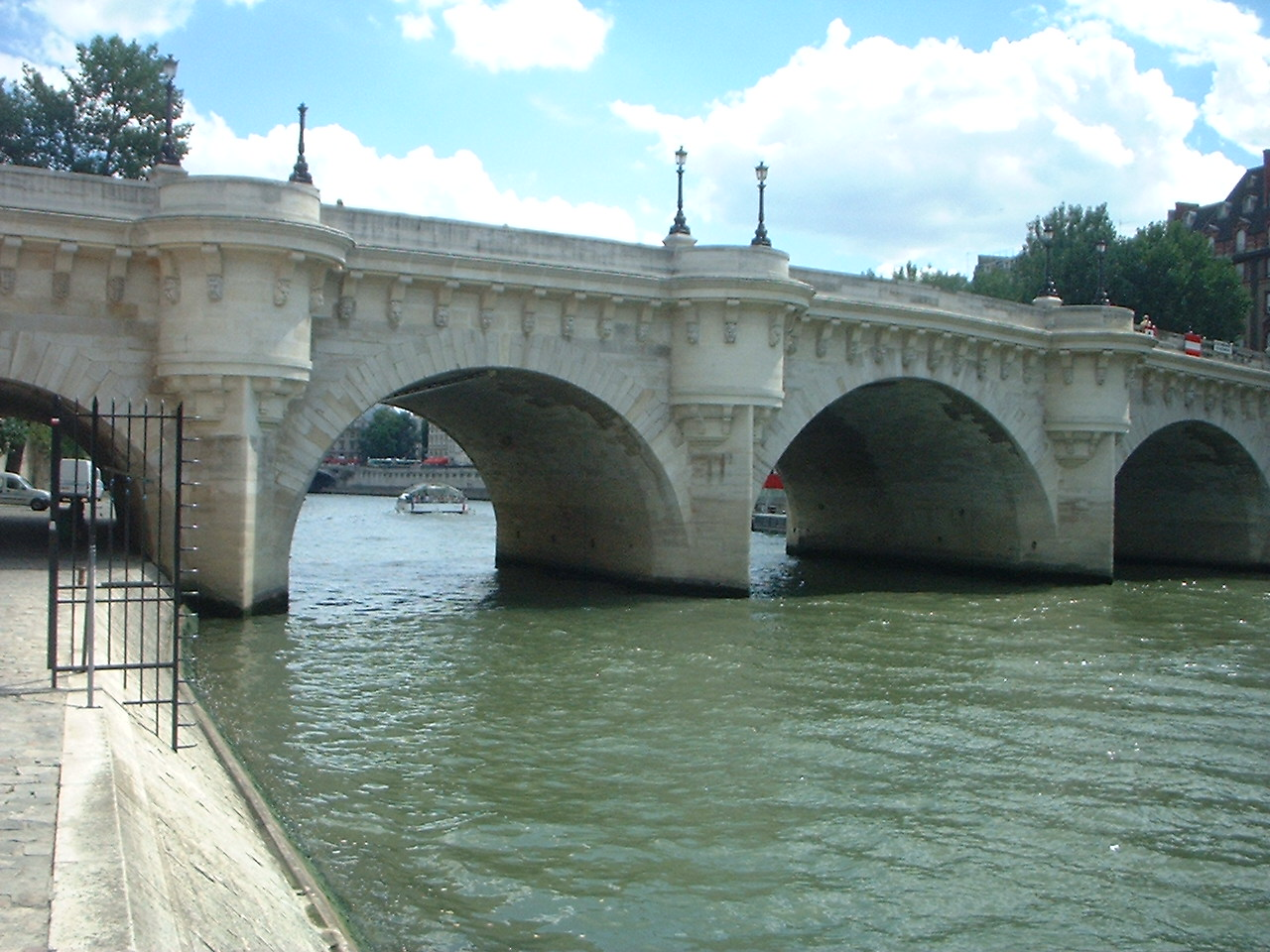
Dans des conditions d'utilisation normales, un pont est typiquement un bien anti-rival. Son utilisation par une personne ne nuit pas à l'utilisation par d'autres.

En économie, un bien anti-rival est un bien dont l'usufruit, ou plus précisément l'usus, n'est pas privatif par nature. Autrement dit, l'usage d'un bien anti-rival par une personne n'en diminue pas la disponibilité pour autrui.
Parmi les exemples les plus connus, on peut citer certains biens matériels à coût marginal faible ou nul, comme les ponts ou les lampadaires, ou certains biens immatériels relevant de la connaissance pure, comme le logiciel ou les ouvrages encyclopédiques, lorsqu'ils sont numérisés.
L'adjectif anti-rival est un néologisme, issu de l'anglais anti-rival goods, terme créé par Steven Weber.
La notion rejoint celle de bien public dans le sens où les biens anti-rivaux ne sont pas exclusifs mais librement accessibles à tous, le plus souvent à la suite d'une décision politique, ou d'un choix de société.
Un bien anti-rival peut être le fruit de la création d'un seul individu qui en fait bénéficier la communauté, et qui profite à son tour des apports de celle-ci. En biologie de l'évolution ce mode de production et d'échange est appelé l'altruisme réciproque.